# Aleurotrachelus tuberculatus
Aleurotrachelus tuberculatus là một loài côn trùng cánh nửa trong họ Aleyrodidae, phân họ Aleyrodinae.
Aleurotrachelus tuberculatus được Singh miêu tả khoa học đầu tiên năm 1933.